# كأس بلغاريا 2005–06
كأس بلغاريا 2005–06 (بالبلغارية: Купа на България по футбол 2005/06)‏ هو موسم من كأس بلغاريا. أشرف على تنظيمه اتحاد بلغاريا لكرة القدم، وفاز فيه سسكا صوفيا.